# 249 Ilse
249 Ilse è un asteroide della fascia principale del diametro medio di circa 34,83 km. Scoperto nel 1885, presenta un'orbita caratterizzata da un semiasse maggiore pari a 2,3776901 UA e da un'eccentricità di 0,2165826, inclinata di 9,62377° rispetto all'eclittica.
Il suo nome è dedicato a Ilse, una principessa leggendaria dei Germani.